# 鳩岩駅
鳩岩駅（クアムえき）は、大韓民国大邱広域市北区にある大邱交通公社（DTRO）3号線の駅である。駅番号は317。

## 駅構造
相対式ホーム2面2線の高架駅。
のりば
※のりば番号の設定は無し。
| 上り | ●大邱都市鉄道3号線 | 漆谷雲岩・東川・漆谷慶大病院方面 |
| 下り | ●大邱都市鉄道3号線 | 太田・梅川・龍池方面             |

## 駅周辺
- 雇用労働部大邱江北雇用センター
- 道路交通公団大邱運転免許試験場
- 太田2洞住民センター
- 大邱太岩初等学校
- 鳩岩高等学校
- 鳩岩橋

## 歴史
- 2015年4月23日: 3号線の開業とともに開業。

## 写真

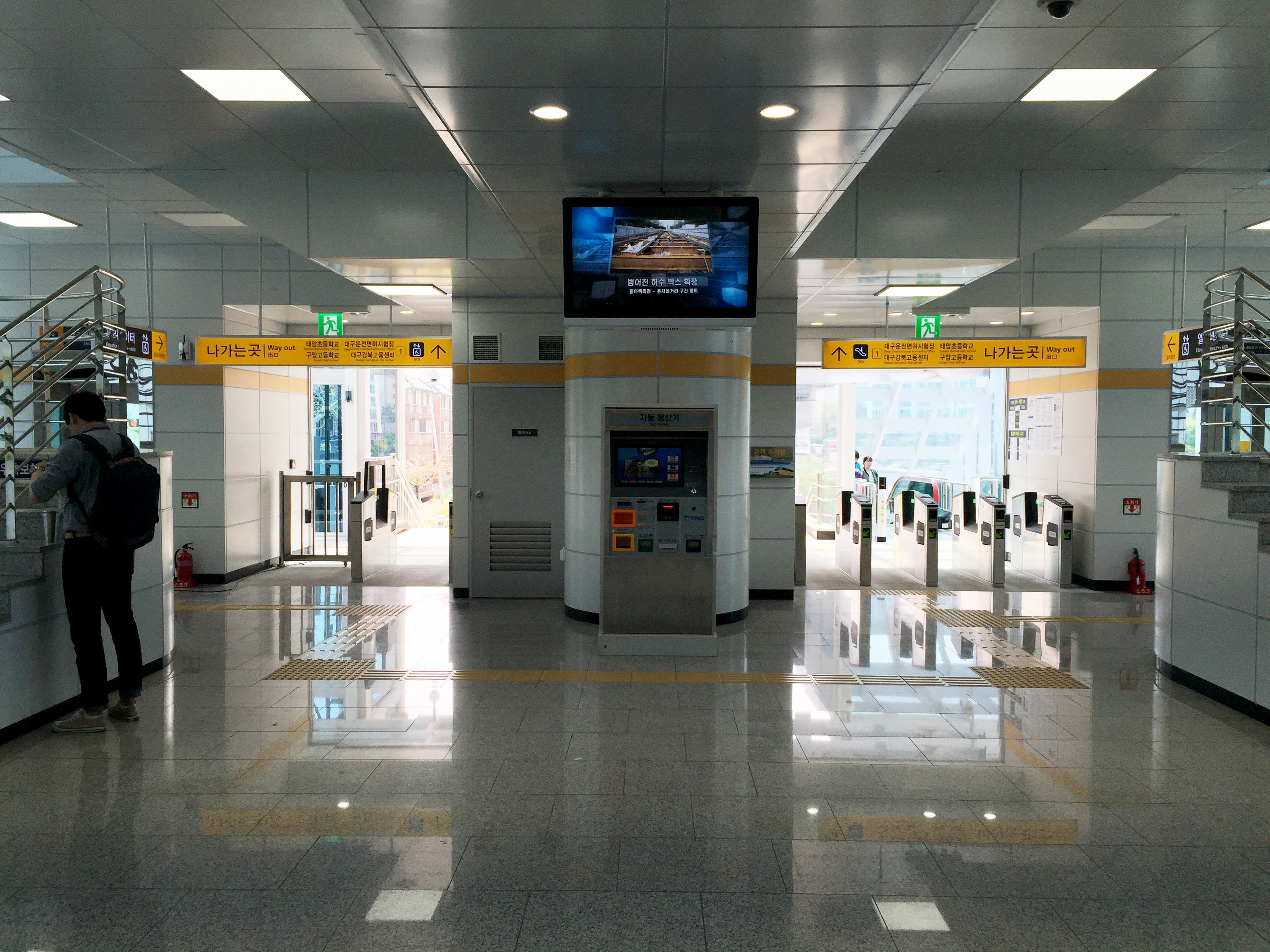
改札口
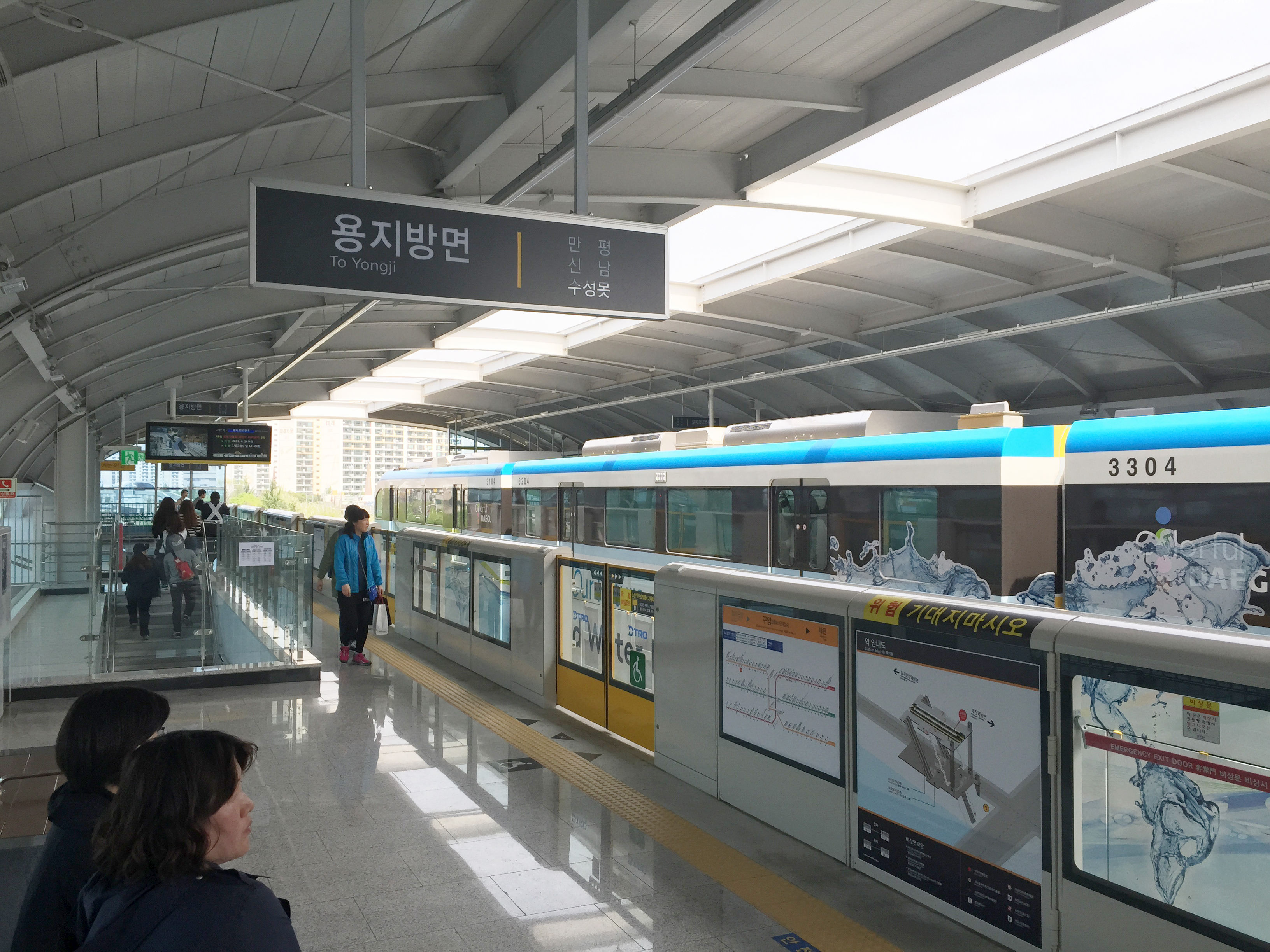
乗り場
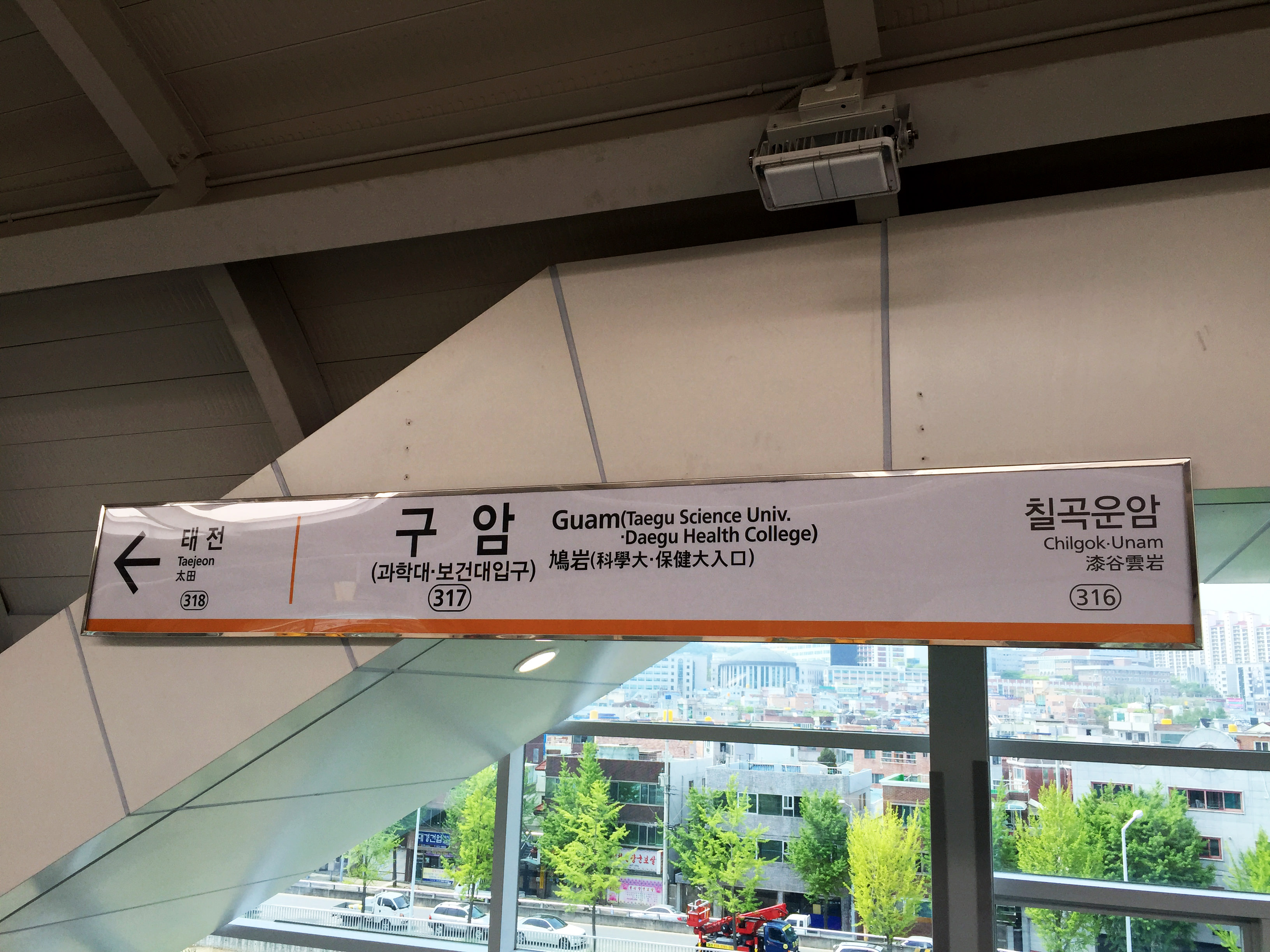
駅名標

## 隣の駅
大邱交通公社
●3号線
漆谷雲岩駅 (316) - 鳩岩駅 (317) - 太田駅 (318)